# Łęczyca Wąskotorowa
Łęczyca Wąskotorowa – nieczynna wąskotorowa stacja kolejowa w Łęczycy, w województwie łódzkim, w Polsce.